# Gino Tellini
Gino Tellini (Bibbiena, 5 maggio 1946) è un critico letterario italiano.
Dal 2017 è professore emerito di Letteratura italiana all’Università degli Studi di Firenze.

## Biografia
Laureato in Lettere nel 1970 presso l'Università degli Studi di Firenze, Gino Tellini è stato allievo e poi successore di Lanfranco Caretti.
Ordinario di Letteratura italiana moderna e contemporanea dal 1980 al 1985 all’Università di Parma, è stato dal 1985 al 2016 ordinario di Letteratura italiana all’Università di Firenze. Ha tenuto lezioni, seminari e conferenze nelle Università di Parigi, Digione, Poitiers, Chambéry, Francoforte sul Meno, Bonn, Eichstätt, Varsavia, Toronto, Klagenfurt, Praga, e in Italia all'Università Cattolica di Milano e alla Scuola Normale Superiore di Pisa.
Dal 1994 tiene corsi estivi di letteratura italiana al Middlebury College, in Vermont e in California (Usa).  Nel 2007 è stato Visiting Professor all'Università di Toronto.
Ha tenuto nel 2015 la prolusione al Congresso degli Italianisti tedeschi, all’Università di Amburgo.
Nell’ottobre 2019 ha tenuto la prolusione al XVIII Congresso dell’Associazione Brasiliana dei Professori di Italiano, a Belo Horizonte, presso l’Università Federale di MinasGerais (UFMG).
Fa parte del Comitato Scientifico dell’Edizione Nazionale delle Opere di Alessandro Manzoni, dell’Edizione Nazionale delle Opere di Giovanni Verga e degli «Annali della Fondazione Verga».
È stato fondatore e coordinatore della Scuola di dottorato in Italianistica dell'Università di Firenze. È stato fondatore e direttore del Centro di Studi "Aldo Palazzeschi", che si occupa della gestione dell'archivio di Aldo Palazzeschi e dell'edizione delle opere dell'autore fiorentino.
Gli interessi di ricerca di Gino Tellini si concentrano sulla letteratura italiana dal Trecento al Novecento con particolare attenzione a Boccaccio, Alfieri, Manzoni, Leopardi, Verga, Svevo, Tozzi, Govoni, Palazzeschi, l'epistolografia, la parodia e il romanzo italiano dell'800 e del '900.
È autore di monografie, saggi, capitoli di storia letteraria, nonché di manuali per la scuola.
Dirige inoltre le collane «Le Parole ritrovate» e «Biblioteca di letteratura», e la rivista Studi italiani.

## Opere principali
- La tela di fumo. Saggio su Tozzi novelliere, Pisa, Nistri-Lischi, 1972, pp. 184.
- L'avventura di «Malombra» e altri saggi, Roma, Bulzoni, 1973, pp. 156.
- Manzoni. La storia e il romanzo, Roma, Salerno Editrice, 1979, pp. 112.
- Letteratura e storia. Da Manzoni a Pasolini, Roma, Bulzoni, 1988, pp. 364.
- L'invenzione della realtà. Studi verghiani, Pisa, Nistri-Lischi, 1993, pp. 310.
- L'arte della prosa. Alfieri, Leopardi, Tommaseo e altri, Firenze, La Nuova Italia, 1995, pp. 366.
- Il romanzo italiano dell'Ottocento e Novecento, Milano, Bruno Mondadori, 1998, pp. X-566.
- Rileggere Giusti, in «Il Ponte», LV, 11-12, novembre-dicembre 1999, pp. 193-200.
- Ancora su Goethe e Manzoni, in Goethe und Italien, Willi Hirdt und Birgit Tappert (Hg.), Bonn, Bouvier, 2001, pp. 341-353.
- Leopardi, Roma, Salerno Editrice, 2001, pp. 358.
- Aldo Palazzeschi et les avant-gardes, Atti del Colloquio Internazionale, Istituto italiano di Cultura, Parigi, 17 novembre 2000, Società Editrice Fiorentina, 2002.
- L'opera di Aldo Palazzeschi, Atti del Convegno Internazionale, Firenze, 22-24 febbraio 2002, Firenze, Olschki, 2002, pp. 480.
- Scrivere lettere. Tipologie epistolari nell'Ottocento italiano, Roma, Bulzoni, 2002, pp. 430.
- Filologia e storiografia. Da Tasso al Novecento, Roma, Edizioni di Storia e Letteratura, 2002, pp. 444.
- «La Piramide» di Aldo Palazzeschi: problemi di datazione, in Heitere Mimesis. Festschrift für Willi Hirdt zum 65. Geburtstag, Birgit Tappert und Willi Jung (Hg.), Tübingen und Basel, Francke, 2003, pp. 271-285.
- Letture alfieriane, a cura di Gino Tellini, Ministero per Beni e le Attività Culturali, Biblioteca Medicea Laurenziana, Firenze, Polistampa, 2003, pp. 152.
- Perelà et la transgression subversive de la «légèreté» [trad. par Sophie Rouberol], in Perelà. Uomo di fumo, Paris, Opéra National de Paris, 2003, pp. 75-81 [programma di sala dell’opera Perelà. Uomo di fumo di Pascal Dusapin, Opéra Bastille, 24 febbraio, 1°, 4, 7, 13, 15 marzo 2003].
- Le Muse inquiete dei moderni. Pascoli, Svevo, Palazzeschi e altri, Roma, Edizioni di Storia e Letteratura, 2006, pp. 322.
- Palazzeschi e i territori del comico, Atti del Convegno di Studi, Bergamo, 9-11 dicembre 2004, Firenze, Società Editrice Fiorentina, 2006.
- Palazzeschi Europeo, Atti del Convegno Internazionale di Studi, Bonn-Colonia, 30-31 maggio 2005, Firenze, Società Editrice Fiorentina, 2007.
- Lo stile del filologo, in C. Mazzotta, Scritti alfieriani, a cura di M.G. Tavoni, Bologna, Pàtron, 2007, pp. 11-27.
- Manzoni, Roma, Salerno Editrice, 2007, pp. 376.
- Rifare il verso. La parodia nella letteratura italiana, Milano, Mondadori, 2008, pp. 385.
- L'arte del Saltimbanco, Aldo Palazzeschi tra le due avanguardie, Atti del Convegno Internazionale di Studi, Toronto, 29-30 settembre 2006, Società Editrice Fiorentina, 2008.
- Tra letteratura e cinema: il neorealismo eccentrico di Palazzeschi, in Ripensare il neorealismo: cinema, letteratura, mondo, Atti del Convegno internazionale di Venezia, 14-15 dicembre 2007, a cura di Antonio Vitti, Pesaro, Metauro, 2008, pp. 237-252.
- Il «sugo» della storia [sull’ultimo cap. dei Promessi sposi], in Delectando Discitur. Essays in Honor of Edoardo Lèbano, edited by P. A. Giordano, M. Lettieri, New York, Bordighera Press, 2009, pp. 158-174.
- Letteratura a Firenze dall'Unità alla Grande Guerra, Roma, Edizioni di Storia e Letteratura, 2010, pp. 152.
- Metodi e protagonisti della critica letteraria. Con antologia di testi e prove di lettura, Firenze, Le Monnier, 2010, pp. 410.
- Letteratura italiana. Un metodo di studio, Firenze, Le Monnier, 2011, pp. 704.
- Aldo Palazzeschi a Roma, Atti della Giornata di Studi, Casa di Goethe, Roma, 20 aprile 2009, Società Editrice Fiorentina, 2011, pp. 252.
- Beyond Futurism. Filippo Tommaso Marinetti, Writer. For the Centennial Anniversary of the Italian Avant-Garde / Al di là del Futurismo. Filippo Tommaso Marinetti, scrittore. Per il centenario dell'Avanguardia italiana, Atti del Convegno di Studi, Columbia University, New York, 12-13 novembre 2009, a cura di P. Valesio e G. Tellini, Firenze, Società Editrice Fiorentina, 2011, pp. 264.
- Metamorfosi della satira, nell'opera collettiva La letteratura degli Italiani. Rotte confini passaggi, Sessioni Plenarie, XIV Congresso Nazionale Associazione degli Italianisti, Genova, 15-18 settembre 2010, a cura di A. Beniscelli, Q. Marini, L. Surdich, Genova, Città del Silenzio, 2012, pp. 111–134.
- Remo nelle «Sorelle Materassi: un ritratto ambiguo, in Charakterbilder. Zur Poetik des literarischen Porträts. Festschrift für Helmut Meter, A. Fabris und W. Jung (Hg.), Bonn, Bonn University Press, 2012, pp. 481-493.
- Tra Manzoni e Verga: una e tante Italie, in Paragone, a. LXIII, n. 99-101, febbraio-giugno 2012, pp. 125–138.
- Letteratura Italiana e Unità nazionale, Atti del Convegno Internazionale di Studi, Firenze, 27-29 ottobre 2011, a cura di R. Bruscagli, A. Nozzoli e G. Tellini, Firenze, Società Editrice Fiorentina, 2013, pp 472.
- Svevo, Roma, Salerno Editrice, 2013, pp. 288.
- Alle origini della modernità letteraria. La poesia a Firenze tra Ottocento e Novecento, Firenze, Società Editrice Fiorentina, 2013, pp. 208, (con DVD).
- Il «figlio del sole». Vino e letteratura in Toscana, Firenze, Società Editrice Fiorentina, 2014, pp. 144, con 30 ill. a colori.
- Metamorfosi d'un mito mediterraneo: Ulisse tra D'Annunzio e Primo Levi, nell'opera collettiva Europe, Italy and the Mediterranean, edited by Antonio Carlo Vitti, Anthony Julian Tamburry, New York, Bordighera Press, 2014, pp. 121–136.
- Boccaccio mediterraneo, nel volume collettivo Incontri culturali tra due mondi, a cura di Antonio Carlo Vitti, Pesaro, Metauro, 2014, pp. 209–227.
- La letteratura militante, nell'opera collettiva Firenze capitale europea della cultura e della ricerca scientifica. La vigilia del 1865, Atti del Convegno di Studi, Firenze, 21-22 novembre 2013, a cura di G. Manica, Firenze, Edizioni Polistampa, 2014, pp. 197–208.
- L'avventura mediterranea di madama Beritola (Decameron, II, 6), in Studi italiani, a. XXVI, n. 2, luglio-dicembre 2014, pp. 7–17.
- Variazioni sulla leggerezza. Tra Palazzeschi e Calvino, in Paragone, a. LXV, n. 114-116, agosto-dicembre 2014, pp. 108–123.
- Il «Decameron» dei Taviani, ovvero della luce, in Antologia Vieusseux, n.s. a. XX, n. 60, settembre-dicembre 2014, pp. 79–88.
- Nuove proposte per Caterina Percoto, nell’opera collettiva Caterina Percoto: tra «impegno di vita» e «impegno d’arte», Atti del Convegno, Manzano (Udine), 17-18 novembre 2012, a cura di F. Savorgnan di Brazzà, Udine, Forum, 2014, pp. 21-40.
- Fenomenologia storica del mito americano, in «Studi italiani», XXVII, 2, 2015 (Scrittori tra due secoli. Ricerche in corso / Writers between two worlds. Work in progress, a cura di S. Magherini), pp. 7-20.
- Il vino di Burchiello, nell’opera collettiva Studies in Honour of Guido Pugliese, edited by A. Mollica, Canada-Usa, Soleil, 2015, pp. 49-60.
- Aldo Palazzeschi: der Dichter, der Gaukler und die Ernsthaftigkeit des Spiels / Aldo Palazzeschi: il poeta saltimbanco e la serietà del gioco, Universität Amburg, Istituto Italiano di Cultura di Amburgo, 25 ottobre 2013, a cura di Gino Tellini, Firenze, Società Editrice Fiorentina, 2015, pp. XIV-146.
- Sei conversazioni di letteratura italiana, Gabinetto G.P. Vieusseux, Sala Ferri, Palazzo Strozzi, Firenze, ottobre 2013-maggio 2014, a cura di Gino Tellini, Firenze, Società Editrice Fiorentina, 2015, pp. XVI-130.
- Natura e arte nella letteratura italiana. Tra giardini, orti e frutteti, Firenze, Le Monnier Università, 2015, pp. 220.
- Italia letteraria: unità e policentrismo, nell'opera collettiva Una gente di lingua, di memorie e di cor. Italienische Literatur und schwierige nationale Einheit von Machiavelli bis Wu Minga, (Hg.) M. Föcking, M. Schwarze, Heidelberg, Universitätsverlag Winter, 2015, pp. 48–59.
- Verga e gli scrittori. Da Capuana a Bufalino, Firenze, Società Editrice Fiorentina, 2016, pp. XIV-278.
- Cultura letteraria militante, nell’opera collettiva Una capitale per l’Italia. Firenze. 1865-1871, a cura di Monika Poettinger e Piero Roggi, Firenze, Opificio Toscano di Economia, Politica e Storia, 2016, pp. 99–115.
- Per Lanfranco Caretti. Gli allievi nel centenario della nascita. 1915-2015, a cura di R. Bruscagli e G. Tellini, Firenze, Società Editrice Fiorentina, 2016, pp. XL-376.
- Le sfide della modernità. Milano epicentro della narrativa ottocentesca, nell’opera collettiva Milano capitale culturale (1796-1898), a cura di Francesco Spera e Angelo Stella, Milano, Università degli Studi di Milano e Centro Nazionale Studi Manzoniani, 2016, pp. 23-40.
- Introduzione, in A. MANZONI, Carteggi letterari II, a cura di L. Diafani e I. Gambacorti, Edizione Nazionale ed Europea delle Opere di Alessandro Manzoni, vol. 29, II.1 e II.2, Milano, Centro Nazionale Studi Manzoniani, 2016-2017, 2 voll., I (2016), pp. XV-LXII.
- Un brindisi toscano, tra satira e gioco, in Per Enza Biagini, a cura di A. Brettoni, E. Pellegrini, S. Piazzesi, D. Salvadori, Firenze, University Press, 2016, pp. 597-605.
- Su «Tre imperi… mancati» di Palazzeschi, in «Studi italiani», XXVIII, 2, 2016, pp. 77-105.
- Storia del romanzo italiano, Firenze, Le Monnier Università (Mondadori Education), 2017, pp. XII-678.
- Nelle retrovie e in prima linea: Palazzeschi e Gadda, nell’opera collettiva In trincea. Gli scrittori alla Grande Guerra, Atti del Convegno Internazionale di Studi, Firenze, 22-24 ottobre 2015, a cura di Simone Magherini, Firenze, Società Editrice Fiorentina, 2017, pp. 353-368.
- Metamorfosi della satira, tra Cinquecento e primo Ottocento, nell’opera collettiva Le sourire de l’âme. Rire et spiritualité dans la culture italienne. Mélanges en l’honneur de François Livi, études réunies par Lise Bossi, Aurélie Gendrat-Claudel, Davide Luglio, Lausanne, L’Âge d’Homme, 2017, pp. 97-120.
- 1881-1883: «Pinocchio» e l’Italia letteraria, in Antologia Vieusseux, n.s. a. XXIII, n. 67, gennaio-aprile 2017, pp. 35-43.
- Activist Literary Culture in Florence (1865-1871), nell’opera collettiva Florence. Capital of the Kingdom of Italy, 1865-1871, Edited by Monika Poettinger & Piero Roggi, London-Oxford-New York-New Delhi-Sydney, Bloomsbury, 2018, pp. 75-82.
- Egolatria e narrativa contemporanea, nell’opera collettiva Avventure, itinerari e viaggi letterari. Studi per Roberto Fedi, a cura di Giovanni Capecchi, Toni Marino e Franco Vitelli, Firenze, Società Editrice Fiorentina, 2018, pp. 515-523.
- Il palazzo di Atlante. Le meraviglie della letteratura, con Riccardo Bruscagli, 7 voll., Torino, Loescher e Messina-Firenze, D’Anna, 2018: 
  - 1A Dalle origini all’età comunale, pp. 704
  - 1B Dall’Umanesimo alla Controriforma, pp. 668
  - 2A Dal Barocco alla civiltà dei Lumi, pp. 628
  - 2B Dal Neoclassicismo al Romanticismo, pp. 550
    - Giacomo Leopardi, pp. 172

  - 3A Dall’Italia Unita al primo Novecento, pp. 1124
  - 3B Dal secondo Novecento ai giorni nostri, pp. 844.
- Una mano leggera e sporca di gesso, in L. DEI, Diario social di un Rettore 3. Scrivendo appunti di-versi, con un saggio introduttivo di Gino Tellini, Firenze, Firenze University Press, 2018, pp. V-XXIV.
- Prefazione, in Carteggio Luigi Russo – Roberto Ridolfi (1954-1961), a cura di L. Menconi, Firenze, Fondazione Spadolini-Nuova Antologia, Edizioni Polistampa, 2019, pp. 5-10.
- Un filologo di specie particolare, nell’opera collettiva Clemente Mazzotta, studioso e filologo. Studi, ricordi e mostra bibliografica a dieci anni dalla scomparsa, a cura di P. Tinti, Bologna, Università di Bologna, 2019, pp. 83-88.
- Le sorprese della novella. Tra Verga, Svevo e Tozzi, nell’opera collettiva Per Franco Contorbia, a cura di S. Magherini e P. Sabbatino, Firenze, Società Editrice Fiorentina, 2019, pp. 261-270.
- «Liberarsi dei cenci». Il comico di Palazzeschi, nell’opera collettiva Le forme del comico, Atti delle Sessioni plenarie, Associazione degli Italianisti, XXI Congresso Nazionale, Firenze, 6-9 settembre 2017, a cura di S. Magherini, A. Nozzoli, G. Tellini, Firenze, Società Editrice Fiorentina, 2019, pp. 281-296.
- Metodi e protagonisti della critica letteraria. Con antologia di testi e prove di lettura, Seconda edizione (con l’aggiunta di due nuovi capitoli), Firenze, Le Monnier Università, 2019, pp. 450.
- Aldo Palazzeschi, Futurist, in The Manifestos of Aldo Palazzeschi, Edited by Katia Pansa and Nicholas Grosso, Bordighera Press, New York, 2019, pp. 97-110.
- Roberto Ridolfi e la cultura del suo tempo, in Roberto Ridolfi un umanista del XX Secolo, Atti del Convegno di Studi [Firenze, Fondazione Cassa di Risparmio di Firenze, 24 novembre 2017], a cura di Giustina Manica, Firenze, Olschki, 2019, pp. 3-15.
- Bisogno di cose vere nella narrativa del Duemila, in Geografie e storie letterarie. Studi per William Spaggiari, a cura di S. Baragetti, R. Necchi, A.M. Salvadè, Milano, Led Edizioni Universitarie, 2019, pp. 489-494.
- Aspetti della parodia. Tra eversione e gioco, in «Studi italiani», XXXI, 2, 2019 (Atti del Convegno «I’ sono innamorato, ma non tanto». Le forme della parodia nella letteratura italiana, Università di Pavia, 14-15 novembre 2018, a cura di G. Cipollone, F. Massia, G. Micheletti), pp. 25-40.
- La Gertrude manzoniana riletta da Aldo Palazzeschi, in Tutto ti serva di libro. Studi di Letteratura italiana per Pasquale Guaragnella, Lecce, Argo, 2019, 2 voll., II, pp. 335-345.
- Su «Tiro al piccione» di Giose Rimanelli, in Cronache e storie. Studi per Marino Biondi, a cura di Giovanni Capecchi, Alice Cencetti, Erika Bertelli, Arezzo, Helicon, 2019, pp. 367-381.
- Un dialogo allegorico, in L. Dei, Molecole d’autore in cerca di memoria. Dramma scientifico civile in due atti, Firenze, Firenze University Press, 2020, pp. IX-XIII.
- Il Futurismo a Firenze, in Firenze e la nascita del «partito degli intellettuali». Alla vigilia della Grande Guerra, Atti del Convegno, Firenze, 11-12 ottobre 2018, a cura di Giustina Manica, Firenze, Edizioni Polistampa, 2020, pp. 129-145.
- Le biografie degli autori, in Didattica della letteratura italiana. Riflessioni e proposte applicative a cura di G. Ruozzi e G. Tellini, Firenze-Milano, Le Monnier Università-Mondadori Education, 2020, pp. 73-85.
- Dante in trincea, in Il colloquio circolare. I libri, gli allievi, gli amici. In onore di Paola Vecchi Galli, a cura di Stefano Cremonini e Francesca Florimbii, Bologna, Pàtron, 2020, pp. 551-561.
- Sull’insegnamento della letteratura italiana, in «Italica», 97, 2, Summer 2020, pp. 368-390.
- Etica e tensione conoscitiva nella letteratura italiana, in «Fructibus construere folia». Omaggio a Vittoria Perrone Compagni, a cura di Gianluca Garelli e Anna Rodolfi, Firenze, Società Editrice Fiorentina, 2020, pp. 467-482.
- L’ultima stagione poetica di Aldo Palazzeschi, in Un viaggio attraverso la conoscenza. Studi in memoria di Paul A. Colilli (1952-2018) / A Journey through Knowledge. A Festschrift in Memory of Paul A. Colilli (1952-2018), edited by S. Casini, C. Sansalone, S. Bancheri, M. Lettieri, Firenze, Cesati, 2020, pp. 291-307.
- Leopardi, Roma, Salerno Editrice, 2001, 2020 (4ª ristampa).
- Ricordo di Willi Hirdt, italianista, in «Studi italiani», 64, XXXII, 2, luglio-dicembre 2020, pp. 61-65.
- Riflessioni su «Dell’avvenire del romanzo in Italia», in Rappresentazioni narrative. Realismo, verismo, modernismo tra secondo Ottocento e primo Novecento. Sperimentazione italiana e cornice europea, Atti del Convegno Internazionale di Studi (Catania 3-5 ottobre 2019), a cura di G. Alfieri, R. Castelli, S. Cristaldi, A. Manganaro, Catania, Fondazione Verga, Euno Edizioni, 2020, pp. 213-223.
- Premessa, in Antonio Liruti da Udine, Camilla. Tragedia, nuova ed. critica a cura di Michael Lettieri e Rocco Mario Morano, Firenze, Società Editrice Fiorentina, 2021, pp. XI-XVI.
- Willi Hirdt, italianista, in «Il Portolano», XXVII, 103-104, ottobre 2020-marzo 2021, pp. 36-39.
- Un maestro dell’italianistica statunitense. Ricordo di Edoardo Lèbano, in «Nuova Antologia», CLVI, 626, gennaio-marzo 2021, pp. 82-91.
- Una lezione difficile, in «La ricerca», Nuova Serie, IX, n. 20, maggio 2021, numero monografico su Dante (Dante 700), pp. 19-22.
- Ricordo di Willi Hirdt, italianista, in «Italienisch. Zeitschrift für italienische Sprache und Literatur», Tübingen, 85, Frühjahr 2021, pp. 175-178.
- Palazzeschi, Roma, Salerno Editrice, 2021, pp. 344.
- Appunti minimi sull’arte del racconto (Pg V), in «Critica Letteraria», XLIX, 192-193 (fascicolo doppio Dante 1321-2021, a cura di Raffaele Giglio), 2021, pp. 559-574.
- Ritorno all’«Infinito», in A Garland of Gifts: Essays in Honour of Olga Zorzi Pugliese, Edited by Konrad Eisenbichler and Pasquale Sabbatino, Welland (Canadà), Soleil, 2021, 2 voll., II, pp. 329-338.
- Dante nella coscienza letteraria della nuova Italia. Premessa, in «Antologia Vieusseux», XXVII, 81, settembre-dicembre 2021, pp. 35-44.
- Significato e valore dell’insularità in Grazia Deledda, in Mediterranean Encounters and Legacies / Incontri e lasciti mediterranei, Edited by Antonio C. Vitti, Anthony Julian Tamburri, New York, Bordighera Press, 2021, pp. 278-288.
- Verga e il Novecento, in Verga e il verismo, a cura di G. Forni, Roma, Carocci, 2022, pp. 277-289
- Le novelle disperse di Palazzeschi, in Studi di Letteratura italiana in onore di Anna Nozzoli, a cura di Francesca Castellano e Simone Magherini, Firenze, Società Editrice Fiorentina, 2021, pp. 351-365.
- L’anticlassicismo del «parlar popolare». Solitudine di Verga, in «La Biblioteca di via Senato», Milano, XIV, 7-8, luglio-agosto 2022, pp. 13-20.
- La censura e l’«Antologia» di Vieusseux, in «Nuova Antologia», vol. 629, fasc. 2303, luglio-settembre 2022, pp. 143-154.
- «Il mondo epico-lirico di Alessandro Manzoni» di Francesco De Sanctis, a cura di Gino Tellini, in «Nuova Antologia», vol. 629, fasc. 2303, luglio-settembre 2022, pp. 272-288.
- Il Dante di Palazzeschi, in Dante e i poeti del Novecento, a cura d S. Magherini, Firenze, Società Editrice Fiorentina, 2022, pp. 57-77.
- Verga in classe. Nell’officina di un manuale scolastico, in «Annali della Fondazione Verga», 15 (A scuola con Giovanni Verga, a cura di Gabriella Alfieri e Andrea Manganaro), Catania, 2022, pp. 21-32.
- Ricordo di Dolores, in «l’immaginazione», XXXIX, 333 (gennaio-febbraio 2023), p. 43.
- Beppe Fenoglio cento anni dopo. Il riscatto della provincia: fatica e coraggio di vivere, in «Nuova Antologia», a. 158°, fasc. 2305, gennaio-marzo 2023, pp. 243-256.
- Vi svelo il Palazzeschi inedito, in « Corriere Fiorentino», inserto toscano del «Corriere della Sera», 7 marzo 2023, p. 10.
- I calzoni di mastro Misciu, in «l’immaginazione», XXXIX, 334 (marzo-aprile 2023), p. 42.
- Scritture della migrazione. Per una prospettiva globale della letteratura italiana, Firenze, Le Monnier Università, 2023, pp. XXVI-390.
- Casentino letterario, nel volume collettivo Fra Tevere, Arno e Appennino. Il Casentino fra XII e XVI secolo. In ricordo di Giovanni Cherubini, a cura di Giuliano Pinto, Accademia Toscana di Scienze e Lettere “La Colombaria”, Firenze, Polistampa, 2023, pp. 113-141.
- La provincia di Beppe Fenoglio, in «l’immaginazione», XXXIX, 335 (maggio-giugno 2023), p. 40.
- Il riso dolente del «saltimbanco dell’anima», nell’opera collettiva Le poetiche del riso. Ironia, comicità, umorismo e grottesco nella letteratura e drammaturgia italiana del primo Novecento, a cura di Alice Flemrovà e Fausto de Michele, Oxford- Bern-Berlin-Bruxelles-New York-Wien, Peter Lang, 2023, pp. 299-314.
- Violenza di genere. Tre casi tra Manzoni, Verga e Svevo, in «Il Ponte», LXXXIX, 3, maggio-giugno 2023, pp. 105-113.
- La prozia Nella, livornese, in «l’immaginazione», XXXIX, 336 (luglio-agosto 2023), p. 51.
- Quella cena per Manzoni, in «Corriere Fiorentino», inserto toscano del «Corriere della Sera», 2 settembre 2023, p. 10.
- La gattina di Elsa, in «l’immaginazione», XXXIX, 337 (settembre-ottobre 2023), p. 45.
- Alessandro Manzoni, Firenze e la lingua, in «Nuova Antologia», a. 158°, fasc. 2307, luglio settembre 2023, pp. 30-39.
- Il diario dell’amica di Foscolo, in «Corriere Fiorentino», inserto toscano del «Corriere della Sera», 13 ottobre 2023, p. 10.
- Cosa può offrire il Vate, in «l’immaginazione», XXXIX, 338 (novembre-dicembre 2023), p. 41.
- Dalla parte della Contessa Lara, in «Corriere Fiorentino», inserto toscano del «Corriere della Sera», 14 dicembre 2023, p. 14.
- Un narratore militante. Carlo Sgorlon contro gli idoli della modernità, in «Antologia Vieusseux», N. S., XXIX, 87, settembre-dicembre 2023, pp. 57-70
- Modernità di Verga, in Verga oggi, Atti del Convegno Internazionale di Studi (Firenze, 24-25 novembre 2022), a cura di S. Magherini, Firenze, Società Editrice Fiorentina, 2024, pp. 3-17.
- I classici e i segni del tempo, in «l’immaginazione», XL, 339 (gennaio-febbraio 2024), p. 27.
- L’Ateneo e le istituzioni letterarie, in Firenze e l’Università. Passato, presente e futuro, a cura del Comitato per le Celebrazioni dei 100 anni dell’Ateneo fiorentino, Firenze, Firenze University Press, 2024, pp. 249-257.
- Non chiamatele mogli di …, in «Corriere Fiorentino», inserto toscano del «Corriere della Sera», 25 febbraio 2024, p. 14.
- Riflessioni sul mito comunale tra Berchet, Tommaseo e Carducci, in Miti e modelli dell’Italia comunale nella cultura e nelle arti dell’Ottocento, Atti delle giornate di studio (Firenze, 22-23 settembre 2022), a cura di Giuliano Pinto e Lorenzo Tanzini, Firenze, Olschki, 2024, pp. 93-115.

## Principali edizioni
- G. VERGA, Le novelle, Roma, Salerno Editrice, 1980, 2 voll., I, pp. LXII-652, II, pp. 612.
- «La Brigata» (1916-1919), Parma, Università di Parma-Regione Emilia Romagna, 1983, pp. LXX-296.
- G. VERGA, Opere, Milano, Mursia, 1988, pp. LXXIII-1674.
- G. VERGA, Una peccatrice, Milano, Mursia, 1990, pp. 144.
- G. VERGA, Storia di una capinera, Milano, Mursia, 1990, pp. 134.
- E. PRAGA-R. SACCHETTI, Memorie del presbiterio, Milano, Mursia, 1990, pp. 260.
- A. PANZINI, La cagna nera, Palermo, Sellerio, 1991, pp. 150.
- G. VERGA, Eva, Milano, Mursia, 1991, pp. 136.
- I. TEOTOCHI ALBRIZZI, Ritratti, Palermo, Sellerio, 1992, pp. 200.
- N. TOMMASEO, Fede e bellezza, Milano, Garzanti, 1992, pp. XLVIII-162; nuova edizione 2006.
- N. TOMMASEO, Tutti i racconti, Milano, San Paolo, 1993, pp. 530.
- G. LEOPARDI, Pensieri, Milano, Mursia, 1994, pp. 176.
- C. BINI, Manoscritto di un prigioniero e altre cose, Palermo, Sellerio, 1994, pp. 226.
- G. LEOPARDI, I Canti e le Operette morali, Roma, Salerno Editrice, 1994, pp. XL-1062.
- A. MANZONI, Le Tragedie, Roma, Salerno Editrice, 1996, pp. LXXIII-1052.
- G. VERGA, Eros, Milano, Mursia, 1997, pp. 200.
- C. GOVONI, Poesie. 1903-1958, Milano, Mondadori, 2000, pp. XLVIII-397.
- V. ALFIERI, Vita di Vittorio Alfieri. Manoscritto Laureanziano Alfieri 24 1-2, edizione facsimilare, a cura di F. Arduini, C. Mazzotta, G. Tellini, Firenze, Polistampa, 2003, 3 voll., I, pp. 295, II, pp. 383, III, pp. XCIX-442.
- A. PALAZZESCHI, Tutti i romanzi, Milano, Mondadori («Meridiani»), 2004, vol. I, pp. CLX-1744.
- A. PALAZZESCHI, Tutti i romanzi, Milano, Mondadori («Meridiani»), 2005, vol. II, pp. CXXXII-1772.
- N. TOMMASEO, Opere, introduzione di Gino Tellini, a cura di A. Cortellessa, Roma, Istituto Poligrafico e Zecca dello Stato, 2005, pp. LXXXII-1270.
- G.VERGA, Novelle, scelte e commentate da G. Tellini, lette da P. Zappa Mulas, Torino, Loescher, 2014, pp. 270.
- A. PALAZZESCHI, Tre imperi… mancati. Cronaca 1922-1945, a cura di G. Tellini, Milano, Mondadori («Oscar scrittori moderni»), 2016, pp. XLII-238.
- G. DELEDDA, Canne al vento, a cura, introduzione e commento di G. Tellini, Torino, Loescher, 2021, pp. 320.
- C: PAVESE, Dialoghi con Leucò, prefazione di Eva Cantarella, a cura, introduzione e commento di Gino Tellini, Milano, Rizzoli BUR, 2021, pp. 320.
- I. SVEVO, La coscienza di Zeno, a cura, introduzione e commento di G. Tellini, Torino, Loescher, 2022, pp. 416.
- A. PALAZZESCHI, Le novelle, a cura di Gino Tellini, Milano, Mondadori, 2023, 2 voll., pp. XCIV-546, 547-1524.
- G. VERGA, I Malavoglia, a cura, introduzione e commento di Gino Tellini, Torino, Loescher, 2024, pp. 352.

## Traduzioni
- The Invention of Modern Italian Literature. Strategies of Creative Imagination, Preface by Franco Fido, Translation by D. Winterhalter and G. Dawkes, Toronto-Buffalo-London, University of Toronto Press, 2007, pp. 172 (saggi su Alfieri, Foscolo, Manzoni, Leopardi, Verga, Pascoli, sul tema del «cuore» nella letteratura italiana, sul romanzo italiano del Novecento).

## Riconoscimenti
- Ha ricevuto nel maggio 2005 dalla Rheinische Friedrich-Wilhelms-Universität Bonn la «Wolfgang-Paul-Plakette» per le ricerche nell'ambito dell'italianistica e per la cooperazione negli studi italo-tedeschi.
- Dal 2012 è stato nominato Scholar in Residence presso la Italian School di Middlebury College (Usa).
- Nel 2017, con Decreto Ministeriale, gli è conferito il titolo di Professore Emerito.